# Hable con ella
Hable con ella (Praat met haar) is een Spaanse film uit 2002, geregisseerd door Pedro Almodóvar. De acteurs/actrices die grote rollen in de film spelen zijn: Javier Cámara, Darío Grandinetti, Leonor Watling, Geraldine Chaplin en Rosario Flores. De hoofdthema's in de film zijn: communicatie tussen man en vrouw, eenzaamheid en intimiteit, geheimen en ontrouw en de liefde. De film duurt 112 minuten.

## Verhaal
De film vertelt het verhaal van twee mannen die verliefd worden op twee verschillende vrouwen, maar in dezelfde situatie komen te zitten. Benigno is verliefd op Alicia, voor wie hij zorgt wanneer ze in coma raakt. Marco valt voor Lydia, die ook in een coma terechtkomt. Deze extreme situatie resulteert in verschillende reacties bij de mannen: Benigno is blij om bij de vrouw te zijn van wie hij houdt, maar Marco is zwaar depressief omdat hij niet met Lydia kan communiceren, en dus niet weet hoe zij echt over hem denkt...

## Rolverdeling
- Javier Cámara - Benigno Martín
- Darío Grandinetti - Marco Zuloaga
- Leonor Watling - Alicia Roncero
- Rosario Flores - Lydia González
- Mariola Fuentes - Rosa Lazaga
- Geraldine Chaplin - Katerina Bilova
- Elena Anaya - Ángela
- Paz Vega - Amparo
- Lola Dueñas - Matilde
- Pina Bausch - Danseres
- Malou Airaudo - Danseres
- Caetano Veloso - Zanger
- Roberto Álvarez - Dokter Vega
- Chus Lampreave - Portier
- Cecilia Roth - Genodigde op het feest

## Prijzen
- Academy Award voor Beste Originele Scenario - 2002
- BAFTA voor Beste Film (niet in het Engels) - 2002
- Golden Globe voor Beste Film (niet in het Engels) - 2002